# 훈민정음
훈민정음(訓民正音)은 한글의 옛 이름(첫 이름)으로 세종대왕이 창제한 문자의 명칭이자 훈민정음의 창제 원리와 사용법 등을 해설해 놓은 책의 제목이기도 하다. 세종 25년(1443년)에 창제 된 후 1446년(세종 28년)에 반포된 훈민정음의 뜻은 '백성(民)을 가르치는(訓) 바른(正) 소리(音)'이며, 28개의 낱자로 구성되어 있다. 소리글자에 속하며, 배우기 쉽고 읽고 쓰기에 편리한 장점을 가지고 있다. 이 훈민정음이 우리가 지금 사용하고 있는 한글의 시초이며, 훈민정음은 1446년에 정식으로 반포됐고 한글이란 이름은 주시경에 의해 지어진 것으로 알려져 있다.
훈민정음은 반포된 초기에 '정음(正音)'으로도 불리었고 그밖에도 언문(諺文), 언서(諺書), 반절(反切), 암클, 아햇글 등으로 불리우면서 양반들에 의해 홀대 받았다. 그러나 한자에 비해서 배우기 쉽고 읽고 쓰기가 쉬웠기 때문에 널리 보급되어 오늘날에는 한국어를 표기하는 공식문자가 되었다.
세종대왕은 훈민정음을 창제한후에 궁중에 성삼문, 신숙주, 최항, 정인지, 박팽년 등 집현전 학자들에게 명하여 해설서인 『훈민정음 해례본(訓民正音 解例本)』을 발간하도록 했다. 그러나 불행하게도 '훈민정음 해례본'은 기록에만 존재할뿐 한 권도 전해지지 않았었는데, 1940년 경상도 안동에서 약 500년만에 처음 발견되었으며 현재에는 서울 간송미술관에 소장되어 있다. 훈민정음 해례본은 1962년에 국보 70호로 지정되었으며 1997년에 유네스코 세계기록유산으로 지정되었다.

## 역사
1443년(세종 25년) 12월에 훈민정음 28자가 창제되었다. 세종은 성삼문, 신숙주, 최항, 정인지, 박팽년 등 집현전 학자들에게 해설서인 『훈민정음 해례본(訓民正音 解例本)』 발간과 <동국정운>을 편찬하도록 했으며 최항과 박팽년에게  『고금운회거요』의 번역을 명했다. 1445년(세종 27) 4월에는 훈민정음을 사용하여 악장(樂章)인 『용비어천가』 를 편찬사업을 진행하였다.
1444년 2월 최만리, 신석조, 김문, 하위지, 정창손, 송처검, 조근 등 집현전 내 훈민정음 반포에 반대하는 학자들은 6가지 이유를 들며 반대상소를 올렸다. 이때 상소를 올린 집현전 학자들의 대표격이었던 부제학 최만리가 한글반포에 대해 크게 반대하다가 세종의 노여움을 사 책망받고 투옥 되었다. 그는 다음날 석방되었으나 사직하고 낙향했다.
1446년 음력 9월에 훈민정음을 반포하였다. 『훈민정음 해례본(訓民正音 解例本)』이 함께 간행되었는데, 이 책에는 훈민정음의 창제목적과 원리, 사용법 등을 상세히 설명하고 있다. 세종은 하급 관리를 뽑을 때 훈민정음을 시험 과목에 추가하도록 하였고, ‘삼강행실’과 같은 국가 윤리를 훈민정음으로 풀어 백성들에게 가르치도록 하였는데 이 두가지 사항을 조선 최고의 법전인 경국대전에 명문화하였다.
사서(四書)를 훈민정음으로 번역하게했고 백성들이 관가에 제출하는 서류를 훈민정음으로 작성토록 했으며 형률 적용 과정에서 그 내용을 훈민정음으로 번역하여 알려 주도록 했다. 궁중의 여인들에게 모두 훈민정음을 익히도록 하고 세종 자신은 조정의 대신과 기관에 훈민정음으로 글을 내리기도 했다. 이후로 민간과 조정의 일부 문서에서 훈민정음을 사용했다. 이러한 훈민정음 보급 정책에 따라 훈민정음은 점차 퍼져 나갔다.

## 책의 구성

### 책의 구분
훈민정음의 판본에는 한문으로 쓰여진 예의본, 해례본 그리고 한글로 쓰여진 언해본(諺解本)이 있다. 세종실록에 실려져 있는 것을 실록본(實錄本)이라고 구분짓기도 하는데, 이는 예의본(例義本)에 속한다. 이런 구분은 편의상 그리하는 것으로 이 가운데 단행본으로 완전한 책의 형태를 지닌 것은 해례본(解例本)뿐이며 통상적으로 이를 《훈민정음 해례본》이라 부른다. 박승빈이 소장했던 언해본이 단행본으로 알려져 있었으나, 정밀한 조사에 의하면 『월인석보』 책머리 부분을 따로 제책한 것이다. 《훈민정음 해례본》은 약 500부 정도가 인쇄되었을 것으로 추정되지만, 《훈민정음 해례본》의 편찬사실은 기록에만 존재할뿐, 20세기 초반경만 해도 단 한 권도 그 존재사실이 알려지지 않았었는데, 1940년에 안동에서 처음으로 발견되었다. 이후 2008년에 상주에서 한부가 더 발견되어 현재까지는 두 부가 존재한다.

### 훈민정음 해례본
《훈민정음 원본》 또는《오성제자고》(五聲製字考)라고도 하는데, 《훈민정음 해례본》(訓民正音解例本)이라 불리는 이유는 기존에 알려졌던 예의(例義)편에 해례(解例)편이 추가되어 있기 때문이다. 예의(例義)편은 《세종실록》과 《월인석보(月印釋譜)》에 실려 있어 널리 알려져 있었으나 해례(解例)편에 대해서는 1940년에 《훈민정음 해례본》이 처음으로 발견되기 전까지는 모르고 있었다.
1962년에 국보 제70호로 지정되었으며 1997년 10월 유네스코 세계기록유산으로 등록되어 있다. 전권 33장 1책의 목판본으로 책의 규격은 가로 20㎝, 세로 32.3㎝이다. 해례본은 “國之語音異乎中國(나라말 소리가 중국과 달라)……”로 시작하는 예의(例義), 해례(解例), 정인지 서문(序文)으로 구성되어 있다. 세종이 직접 쓴 예의 부분은 4장 7면으로 면마다 7행에 매행 11자, 집현전 학사들이 쓴 해례 부분은 26장 51면 3행으로 면마다 8행에 매행 13자, 정인지가 쓴 서문은 3장 6면에 한 자씩 낮추어서 매행 12자로 구성되어 있다.
《훈민정음 해례본》은 예의, 해례, 서문으로 구성되어 있는데, 예의편(例義)은 훈민정음 창제목적을 밝힌 어제서문과 새 글자의 음가, 운용법을 설명한 예의로 구성되어 있다. 해례(解例)부분에는 제자원리, 제자기준, 자음체계, 모음체계, 음상 등에 대해 설명한 제자해(制字解), 초성에 대해 설명한 초성해(初聲解), 중성에 대한 설명과 중성글자의 합용법을 제시한 중성해(中聲解), 종성의 본질과 사성 등을 설명한 종성해(終聲解), 초성·중성·종성 글자가 합해져서 음절 단위로 표기되는 보기를 보이고 중세국어의 성조에 대해 설명한 합자해(合字解), 단어의 표기례를 제시한 용자례(用字解)로 구성되어 있다. 정인지 서문부분에는 한글의 창제이유, 창제자, 한글의 우수성, 이 책의 편찬자 그리고 끝에는 ‘정통 11년(1446) 9월 상한’이라는 반포일이 기록되어 있다.
今正音之作

이제 훈민정음을 만드는 것은

初非智營而力索

처음부터 슬기로 마련하고, 애써서 찾은 것이 아니라

但因其聲音而極其理而已.

다만 그 (원래에 있는)성음(의 원리)을 바탕으로 이치를 다한 것 뿐이다.

理旣不二 則何得不與天地鬼神同其用也.

처음부터 이치는 둘이 아니니 어찌 천지 자연, (변화를 주관하는) 귀신과 그 사용을 같이 하지 않을 수 있겠는가?

正音二十八字 各象其形而制之.

훈민정음 스물 여덟자는 각각 그 모양을 본떠서 만들었다.— 《훈민정음 해례》(訓民正音解例), 〈제자해〉(制字解)

#### 간송본
간송본(안동본)은 1940년 무렵까지 경상북도 안동군 와룡면의 이한걸 가문이 소장하고 있었다. 그의 선조 이천이 여진 정벌시 공을 세운후 세종으로부터 직접 하사받은 것이라고 한다. 크기는 가로 20 ㎝, 세로 32.3 ㎝ (광곽(匡郭)은 가로 16.8㎝, 세로 23.3㎝)이며 표지 2장에 본체 33장으로 이루어져 있다. 발견당시 표지와 첫 두 엽은 떨어져 나가 없었는데 이한걸의 셋째 아들 용준(容準)의 글씨로 보완하였다. 용준은 안평대군체(安平大君體)에 조예가 깊었으며, 선전(鮮展)에 입선한 서예가였다.
낙장된 이유는 연산군의 언문책을 가진 자를 처벌하는 언문정책 때문에 부득이 앞의 두 장을 찢어내고 보관하였기 때문이라고 한다. 훗날 간송 전형필이 김태준을 통하여 이 안동본을 입수하여 보관하였다. 광복이 되자 전형필은 해례본의 존재사실을 학계에 알렸고 영인본을 제작 배포하여 책의 내용을 공개하였다. 전형필은 한국 전쟁 때 이 한 권을 오동상자에 넣고 피란을 떠났으며, 잘 때도 베개 삼아 잤다는 일화가 전해지고 있다. 현재에는 간송미술관에 보관, 전시되어 있다. 간송미술문화재단측에서 제공하는 자료에 의하면, 간송 전형필은 당시 큰 기와집 10채 값에 해당하는 1만원을 지불하여 《훈민정음 해례본》을 구입하였다고 한다.

#### 상주본
상주본은 2008년 8월 상주에 사는 배익기가 집 수리 과정에서 발견되었다고 공개하였다. 그러나 골동품상을 하는 조용훈이 도난당한 것이라며 주장하여 소송이 오갔다. 민사 소송에서 대법원은 조용훈의 소유권을 인정하였으며, 그는 2012년 5월에 상주본을 문화재청에 서류상으로 기증하였다. 이때 이것이 안동 광흥사의 복장유물이 도난된 것이라는 논란이 제기되면서, 광흥사가 소속된 조계종이 반발하였다. 한편 민사 소송에서 패소한 배익기는 절도 혐의에 대한 형사 소송에서 최종적으로 무죄 판결을 받았고, 상주본을 기증하는 대가로 1천억 원을 요구하는 등 무리한 요구를 계속하고 있다. 상주본은 조선의 음운학자가 남긴 주석이 있으나, 66쪽 중 18쪽이 멸실되고 불에 타는 등 보존 상태는 나쁜 것으로 알려져 있다.

### 훈민정음 예의본
해례(解例)와 예의(例義)가 모두 포함된 해례본과 달리 예의 부분만 들어 있는 것을 예의본이라 부른다. 그런데 이 예의본은 단행본이 아니라, 《세종실록》과 《월인석보》에 실린 한글번역본인 언해본이 있다. 《예의본》은 1940년에 안동에서 《훈민정음 해례본》이 처음 발견되기 이전에 훈민정음에 관한 정보를 얻을 수 있는 일차적 문헌이었다.

### 훈민정음 언해본

월인석보에 실린 훈민정음언해
훈민정음 어제 서문[40]

훈민정음 언해본은 한문으로 쓰여진 ' 훈민정음 예의본' 의 내용을 한글로 번역한 것을 말한다. 1459년(세조 5년) 간행된 《월인석보》 1권의 첫머리에 〈세종어제훈민정음(世宗御製訓民正音)〉이라는 제목하에 훈민정음의 어제서문과 예의(例義) 부분이 한글로 번역되어 실려있다. 예의본의 한 종류라 할 수 있지만 편의상 따로 언해본으로 부른다. 이는 한문으로 적혀있는 예의본을 한글로 번역하였기에 이를 구분짓기 위함인데, 언해(諺解)란 말이 한문을 한글로 번역했다는 의미이기 때문이다.
훈민정음 언해는 한문으로 된 훈민정음의 본문을 먼저 쓰고, 그 아래 한글로 협주(夾註)를 단 뒤 한글로 새로이 한문을 풀이하는 방식으로 구성되어 있다. 따라서 훈민정음에 쓰인 한문을 읽은 뒤 그 한문의 각 글자 풀이를 읽고, 한글로 번역된 부분을 읽게 된다. 한문을 모르더라도 훈민정음을 이해할 수 있도록 되어 있다.
| 중세 한국어 | 현대 한국어 |
| --- | --- |
| 나랏〮말〯ᄊᆞ미〮 中듀ᇰ國귁〮에〮달아〮 文문字ᄍᆞᆼ〮와〮로〮서르ᄉᆞᄆᆞᆺ디〮아니〮ᄒᆞᆯᄊᆡ〮 이〮런젼ᄎᆞ〮로〮어린〮百ᄇᆡᆨ〮姓셔ᇰ〮이〮니르고〮져〮호ᇙ〮배〮이셔〮도〮 ᄆᆞᄎᆞᆷ〮내〯제ᄠᅳ〮들〮시러〮펴디〮몯〯ᄒᆞᇙ노〮미〮하니〮라〮 내〮이〮ᄅᆞᆯ〮𤔡윙〮ᄒᆞ〮야〮어〯엿비〮너겨〮 새〮로〮스〮믈〮여듧〮字ᄍᆞᆼ〮ᄅᆞᆯ〮ᄆᆡᇰᄀᆞ〮노니〮 사〯ᄅᆞᆷ마〯다〮ᄒᆡ〯ᅇᅧ〮수〯ᄫᅵ〮니겨〮날〮로〮ᄡᅮ〮메〮便뼌安ᅙᅡᆫ킈〮ᄒᆞ고〮져〮ᄒᆞᇙᄯᆞᄅᆞ미〮니라〮 | 나라의 말이 중국과는 달라 문자(한자)와는 서로 맞지 아니하므로 이런 까닭으로 글을 모르는 백성들이 말하고자 하는 바 있어도 마침내 제 뜻을 능히 펴지 못할 사람이 많으니라 내 이를 위하여, 가엾게 여겨 새로 스물여덟 자를 만드노니 사람마다 쉽게 익혀 날마다 씀에 편안케 하고자 할 따름이니라 |

## 평가
훈민정음은 한글의 창제 취지와 한글의 원리를 설명하고 있으며, 중세 한국어의 모습을 살펴볼 수 있다는 점에서 굉장히 중요한 책이다. 《해례본》에 포함되어 있는 예의(例義)는 특히 창제 당시의 자체(字體)를 그대로 보이고 있어서 그 중 가장 높이 평가된다. 또한, 해례는 오랫동안 문제로 삼던 글자의 기원 등 여러 가지의 의문점을 밝혀 주고 있다.
이 책이 발견되기 전에는 한글 창제에 대하여 고대글자 모방설, 고전(古篆) 기원설, 범자(梵字) 기원설, 몽골문자 기원설, 심지어는 창살 모양의 기원설까지 나올 정도로 여러학설들이 난무하며 독창성이 부정당했다. 그러나 이 책의 출현으로 모두 일소되고 발음기관 상형설이 제자원리(制字原理)였음이 분명히 밝혀졌다. 또한 한글의 우수성, 독창성을 올바로 알릴 수 있는 좋은 근거 자료가 되고 있다.
한편 한글의 창제 취지에 대해서는 서문에서
有天地自然之聲，則必有天地自然之文。所以古人因聲制字，以通萬物之情，以載三才之道，而後世不能易也。然四方風𡈽區別，聲氣亦隨而異焉。蓋外國之語，有其聲而無其字。假中國文字以通其用，是猶枘鑿之鉏鋙也，豈能達而無礙乎。要皆各隨所處而安，不可强之使同也。
천지(天地) 자연의 소리가 있으면 반드시 천지 자연의 글이 있게 되니, 옛날 사람이 소리로 인하여 글자를 만들어 만물(萬物)의 정(情)을 통하여서, 삼재(三才)의 도리를 기재하여 뒷 세상에서 변경할 수 없게 한 까닭이다. 그러나, 사방의 풍토(風土)가 구별되며 성기(聲氣)도 또한 따라 다르게 된다. 대개 외국(外國)의 말은 그 소리는 있어도 그 글자는 없으므로, 중국의 글자를 빌려서 그 일용(日用)에 통하게 하니, 이것이 둥근 장부가 네모진 구멍에 들어가 서로 어긋남과 같은데, 어찌 능히 통하여 막힘이 없겠는가? 요는 모두 각기 처지(處地)에 따라 편안하게 해야만 되고, 억지로 같게 할 수는 없는 것이다.
위와 같이 언급함으로써 세상의 다양하고 동등한 환경을 깊이 이해하고 헤아려 한국의 발음의 고유성을 밝히고 이에 적합한 문자의 필요성에서 과학적인 원리를 사용하는 그 절차를 설명하고 있다.

## 사진

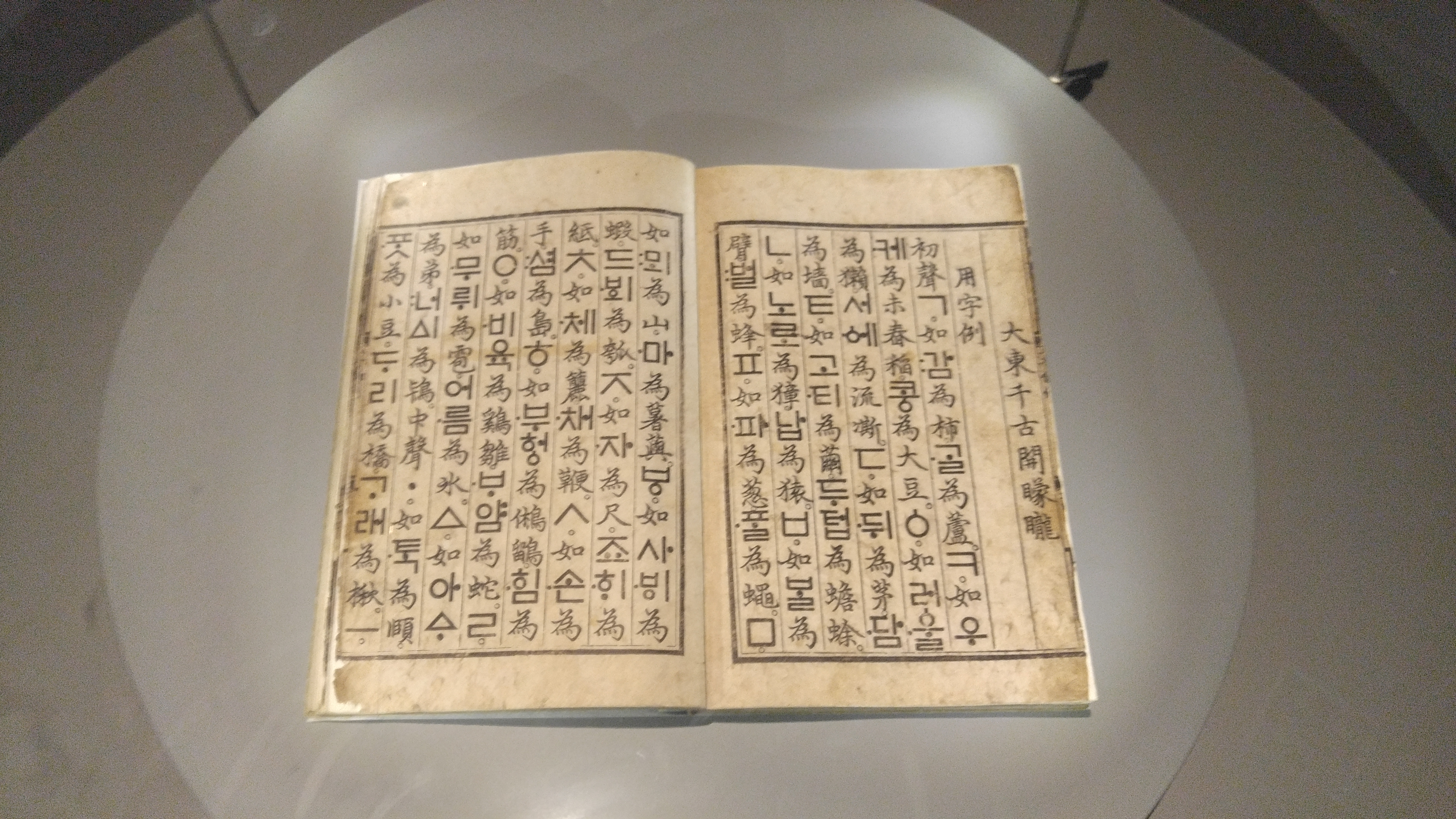
국립한글박물관에 전시된 훈민정음 해례본
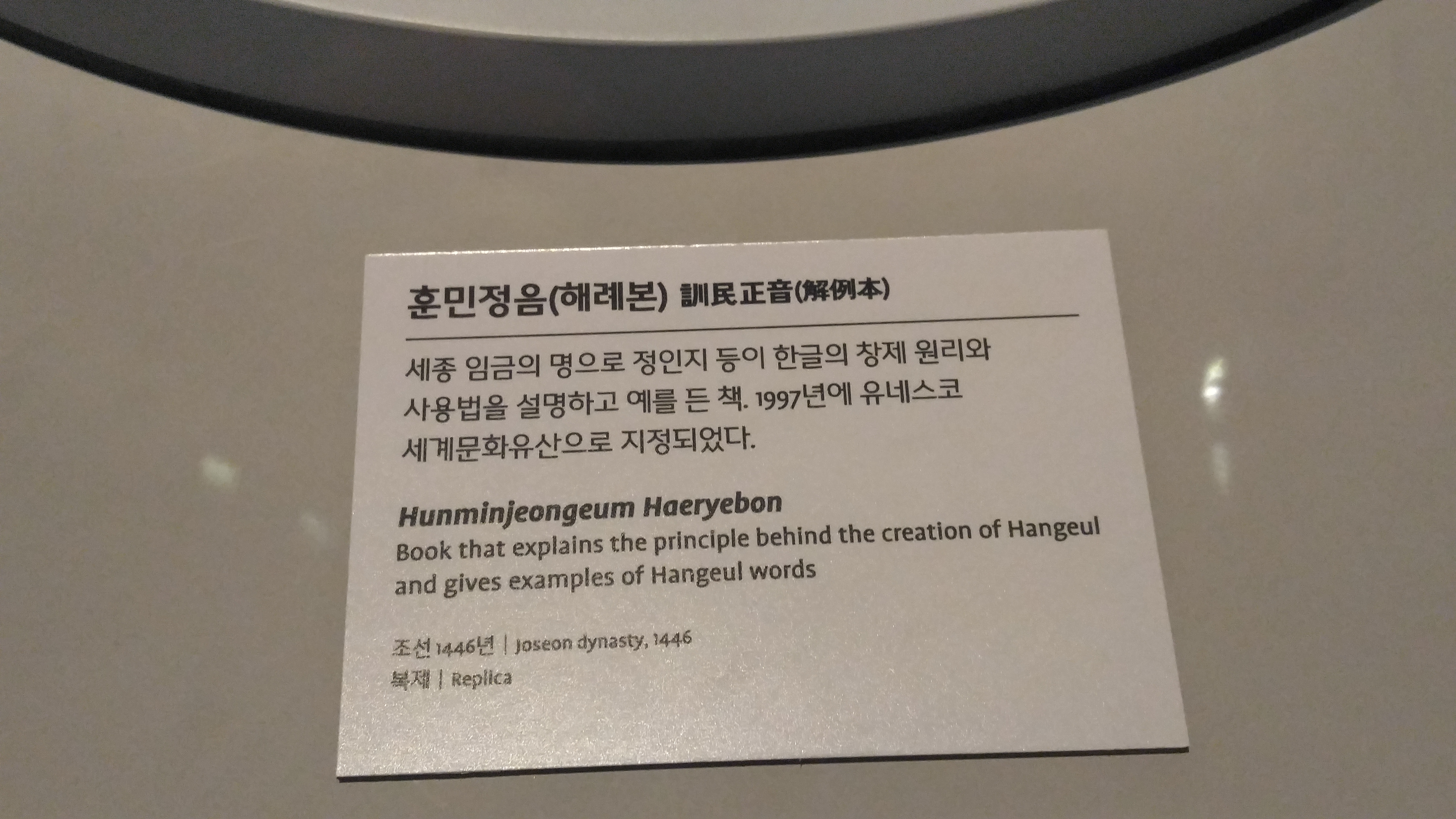
국립한글박물관에 전시된 훈민정음 해례본 설명

## 현재 사용하지 않는 4글자
- ㆆ(여린히읗, 된이응) :  ㅇ하고 ㅎ의 중간 글자로, 이것도 ㅎ으로 간소화 되면서 사용할 필요가 없게 되었다.
- ㆁ(옛이응,꼭지이응):  아음으로, '앙'이라는 소리를 낼 때 본 글자의 종성이응, 즉 유성음 이응이 옛이응이다. 지금은 사용할 때 ㅇ하고 혼동하기 쉬으므로 사용하지 않게 되었다. 예를 들어 '솅종(세종)' 할 때 솅(세)의 ㅇ은 그냥 '이'이고, 종 할때는 ㆁ, 즉 옛이응이 된다.
- ㅿ(반치음) :  발음이 대략 [z]로 추정되는 중세국어의 음소를 적기 위한 글자로, 근대한국어 시기 ㅇ으로 흡수되어 사라졌다.
- ㆍ(아래아) :  평순 후설모음으로 추정되는 중세국어의 음소를 적기 위한 글자로, 주로 첫음절에서는 ㅏ로, 받침이 없는 마지막 음절에서는 ㅜ로, 나머지 음절에서는 ㅡ로 간소화 되면서 사용할 필요가 없게 되었다.

## 참고 문헌
- 박영준 외. 《우리말의 수수께끼》. 김영사. 2002. ISBN 89-349-0928-5
- 훈민정음 - 국가유산청 국가유산포털
- 이 문서에는 다음커뮤니케이션(현 카카오)에서 GFDL 또는 CC-SA 라이선스로 배포한 글로벌 세계대백과사전의 "〈양반관료의 문화〉" 항목을 기초로 작성된 글이 포함되어 있습니다.

## 같이 보기
- 훈민정음 언해
- 훈민정음 운해
- 훈몽자회
- 국립국어원
- 국립한글박물관
- 한글
- 한글날
- 한국어
- 전형필
- 합부훈민정음
- 세종
- 칠정산